# Chastelard

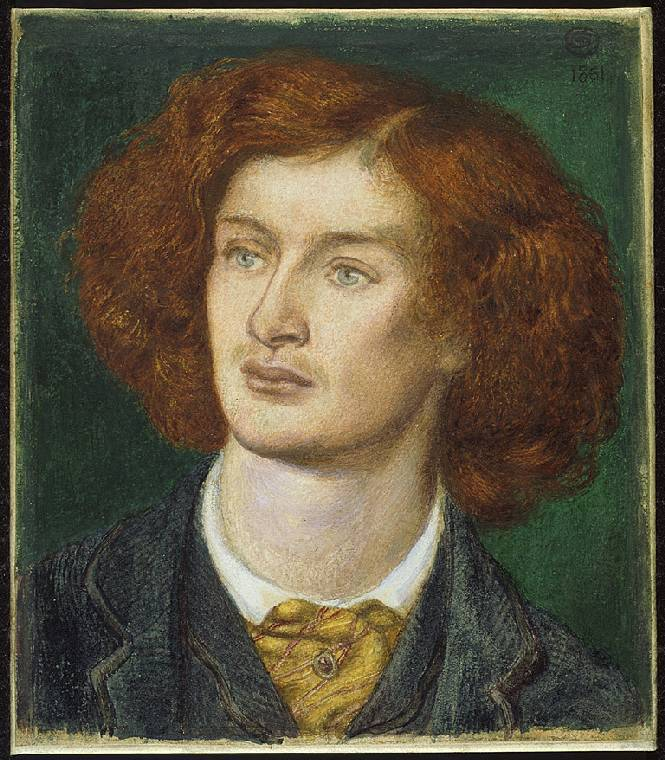
Dante Gabriel Rossetti, Portret Algernona Charlesa Swinburne’a

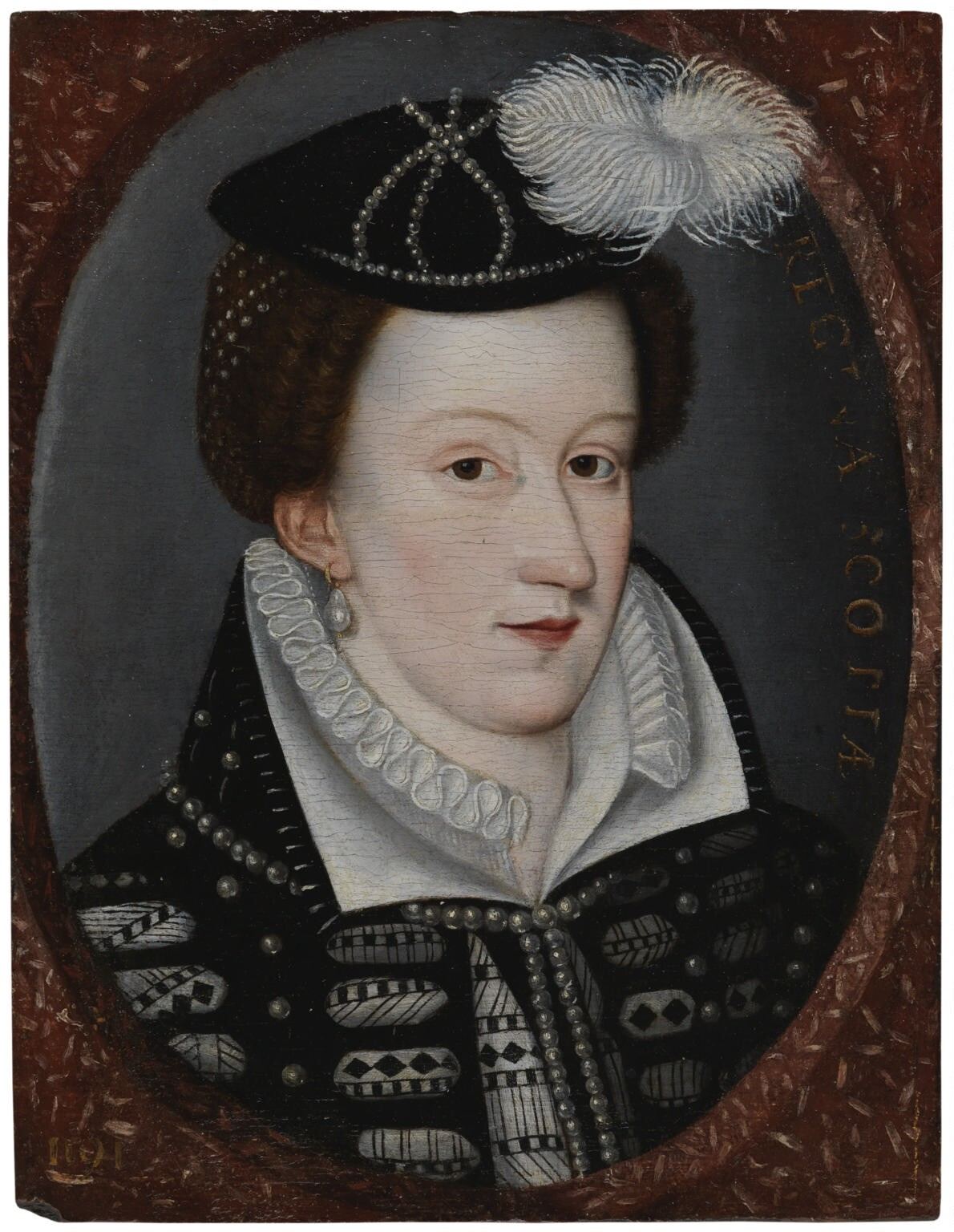
Królowa Szkocji Maria Stuart

Chastelard – tragedia angielskiego poety i dramaturga Algernona Charlesa Swinburne’a, opublikowana w 1869, będąca pierwszą sztuką z jego trylogii poświęconej królowej Szkocji Marii Stuart. Dramat opatrzony jest dedykacją dla Wiktora Hugo: I dedicate this play,/as a partial expression of reverence and grattitude,/to the chief of living poets;/to the first dramatist of his age;/to the greatest exile, and therefore/to the greatest man of France;/to/Victor Hugo. Bohaterem jest Pierre de Boscosel de Chastelard. Oprócz tego w sztuce występuje Maria Stuart i cztery inne Marie (Mary Beaton, Mary Carmichael, Mary Hamilton, Mary Seaton), jej dwórki. Chastelard zostaje skazany na śmierć przez zazdrosną królową i stracony. Rzecz dzieje się w Holyrood Castle. Tragedia Swinburne ze względu na swoją długość jest dramatem niescenicznym. Zawiera piosenki w języku francuskim. Jest napisana wierszem białym (blank verse), czyli nierymowanym pentametrem jambicznym, typowym dla angielskiej sceny od czasów elżbietańskich rodzajem wiersza.

They are well gone; but pull the lattice in,
The wind is like a blade aslant. Would God
I could get back one day I think upon;
The day we four and some six after us
Sat in that Louvre garden and plucked fruits
To cast love-lots with in the gathered grapes
This way; you shut your eyes and reach and pluck,
And catch a lover for each grape you get
I got but one, a green one, and it broke
Between my fingers and it ran down through them.